# Christoph Bieber

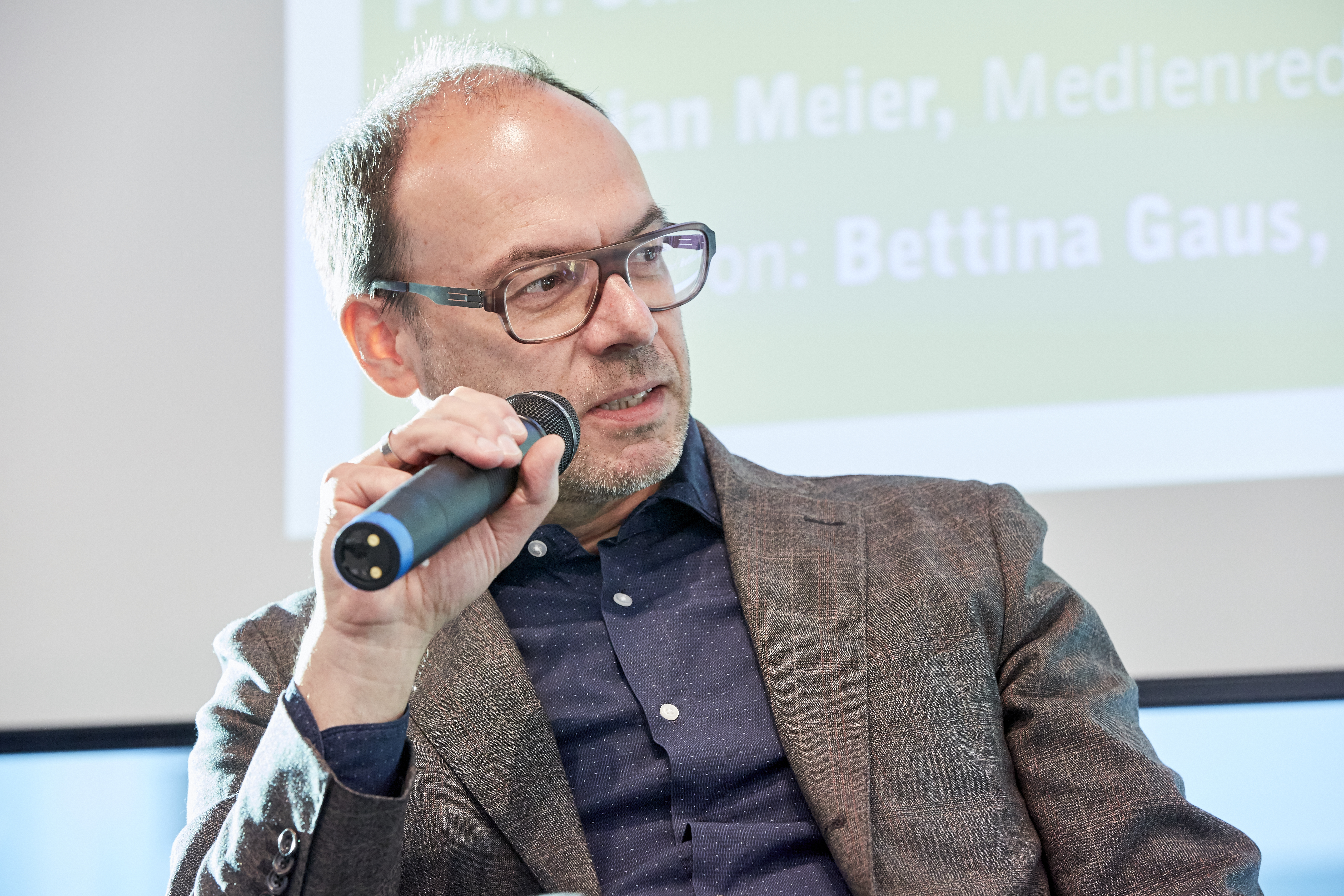
Christoph Bieber, 2017

Christoph Bieber (* 1970 in Laubach) ist ein deutscher Politikwissenschaftler.

## Leben
Bieber, geboren im hessischen Laubach, studierte von 1990 bis 1995 Politikwissenschaft und Germanistik an der Justus-Liebig-Universität Gießen und an der Freien Universität Berlin. Von 1996 bis 1999 war er Stipendiat der Hans-Böckler-Stiftung. 1999 erschien seine Dissertation zum Thema Politische Projekte im Internet. Online-Kommunikation und politische Öffentlichkeit. Danach war er an der Universität Gießen zunächst wissenschaftlicher Mitarbeiter und seit 2003 wissenschaftlicher Assistent. Im Wintersemester 2007/2008 vertrat er hier die Professur für Politisches System der BRD/Vergleichende Politikwissenschaft. Seit Mai 2011 ist er Inhaber der Welker-Stiftungsprofessur Ethik in Politikmanagement und Gesellschaft an der NRW School of Governance, Universität Duisburg-Essen. Er ist Mitglied im Zentrum für Medien und Interaktivität der Justus-Liebig-Universität Gießen, im Redaktionsbeirat des Magazins Politik & Kommunikation und Gründungsvorstandsmitglied von pol-di.net e. V., dem Träger von Politik-digital.
Zu den Forschungsschwerpunkten Biebers gehören die Auswirkungen der so genannten neuen Medien und des Internets auf die Demokratie und politische Prozesse. Er war in diesem Zusammenhang medial präsent, als er unter anderem für die ZDF-Wahlberichterstattung (Wahl im Web, Wahlwatching 09) und in anderen Medien wie der Wirtschaftswoche auftrat.
Im Juli 2013 wurde der parteilose Bieber von der Landtagsfraktion der Piratenpartei Nordrhein-Westfalen in den Rundfunkrat des WDR entsandt.

## Publikationen (Auswahl)
- Interaktive Demokratie. Neue Konzepte öffentlicher Kommunikation. Campus, Frankfurt am Main / New York (in Vorbereitung).
- Politik Digital. Online zum Wähler. Blumenkamp Verlag, Salzhemmendorf 2010, ISBN 978-3-9810685-8-0.
- Zwischen Staat und Markt? Der Schlingerdiskurs um e-voting. In: Neue Gesellschaft, Frankfurter Hefte, 2007, 54, 7–8, S. 52–56. Dietz, Bon, ISSN 0177-6738.
- Die Zukunft der Mediendemokratie, In: Die Zukunft der Demokratie. Hanns-Seidel-Stiftung, Akad. für Politik u. Zeitgeschehen, München 2006, S. 61–78
- Weblogs, Podcasts und die Architektur der Partizipation. In: Neue soziale Bewegungen, 2006, Band 19, 2, S. 60–67. Lucius & Lucius, Stuttgart, ISSN 0933-9361.
- (mit Claus Leggewie): Interaktivität. Ein transdisziplinärer Schlüsselbegriff. Campus, Frankfurt am Main / New York, 2004.
- Sneaker-Story. Der Zweikampf von adidas und Nike. Frankfurt am Main 2000 (sneaker-story.de, archivierte Version).
- Politische Projekte im Internet – Online-Kommunikation und politische Öffentlichkeit. Frankfurt am Main / New York, 1999.